# Cappella Musicale del Santissimo Sacramento

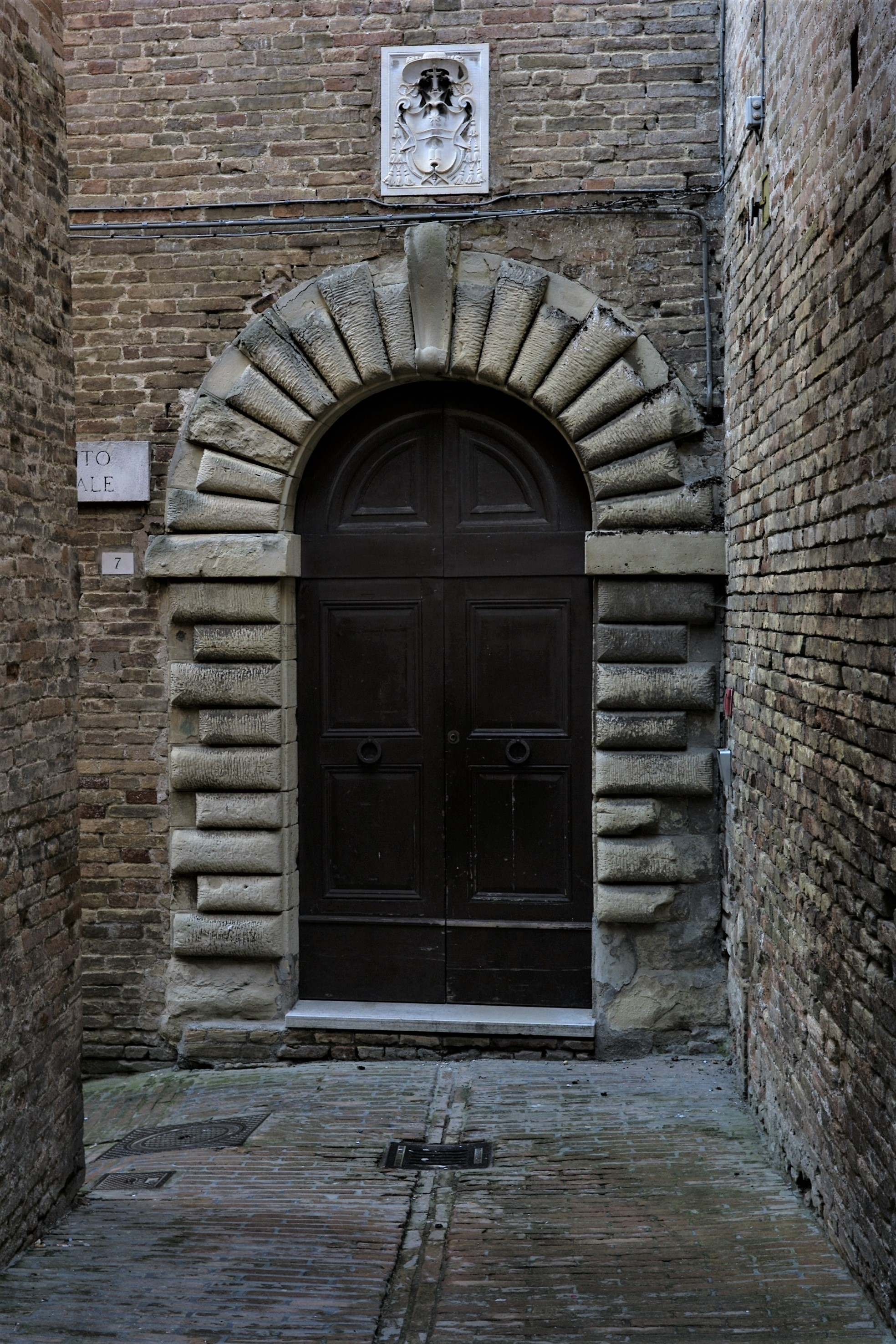
Il portale di palazzo Cerioni, sede della Cappella Musicale.

La Cappella Musicale del Santissimo Sacramento è un'accademia musicale della città di Urbino, con sede in via Lorenzo Valerio 7, organizza corsi di canto e di vari strumenti musicali, oltre a stagioni concertistiche in autunno e in primavera.

## Storia
Le origini dell'Istituto risalgono, come rivela il nome, all'antica Cappella musicale eretta presso la cappella del Santissimo Sacramento nella cattedrale cittadina. Ma fin dal XIV secolo, le funzioni del canto liturgico erano espletate da un coro di dodici canonici. Verso la prima metà del XV secolo, Papa Eugenio IV soppresse l'Abbazia di San Vincenzo al Furlo e dispose che le rendite fossero destinate al Capitolo di Urbino per la costituzione di una sorta di Schola Cantorum per dodici bambini e i loro insegnanti, un maestro per la grammatica ed un maestro per il canto, nominati dal Vescovo e dal Capitolo diocesano, per il servizio liturgico della cattedrale.
La tradizione musicale urbinate fu ulteriormente incrementata presso la corte del duca Federico III da Montefeltro, anche per tale motivo, suo figlio e successore, Guidobaldo I, cresciuto nello stimolante ambiente culturale (anche dal punto di vista musicale) della corte ducale, istituì, nel 1507, la Cappella Musicale della cattedrale, all'interno della cappella sotto il patronato ducale. Dotò la nuova istituzione di autonomia finanziaria mediante la concessione di importanti diritti e privilegi sulla cartiera di Fermignano. Tali diritti e privilegi saranno riconfermati anche dalla dinastia roveresca e poi, dopo la devoluzione del ducato del 1631, riconfermati ad decennium da tutti i pontefici, fino all'urbinate Clemente XI, che li confermò in perpetuo. Sempre grazie al sostegno di Casa Albani, agli inizi del XVIII secolo, fu Maestro di Cappella, Pietro Scarlatti, figlio del celebre compositore Alessandro. Durante il pontificato di Benedetto XIII fu esteso il diritto di privativa, fin verso alla metà del XIX secolo, quando, in seguito all'istituzione di una privativa generale per tutto lo Stato Pontificio, la Cappella ricevette un contributo annuo. Sovvenzione che non fu sufficiente a sostenere i bilanci della Cappella, se una decina di anni dopo, l'arcivescovo Angeloni ottenne per essa l'acquisizione dei beni esenti da vincoli di benefici dell'eredità del cardinale Giuseppe Albani.
In conseguenza dell'Unità d'Italia e della confisca dei beni ecclesiastici, la Cappella Musicale fu trasformata in un ente morale laico, mantenendo le tradizionali finalità di culto, oltre alla nuova finalità didattica, ovvero garantire un pubblico insegnamento di musica e canto. La rinnovata istituzione, che riunì tutte le scuole di musica sparse per la città, s'insediò nell'antico palazzo Cerioni (la sede attuale), confiscato dal Comune alle Maestre Pie Venerini. Il palazzo sarà poi acquistato dalla Cappella, negli anni trenta del XX secolo, e restaurato negli anni ottanta. Alla fine degli anni settanta del XIX secolo, alla Cappella fu aggregata anche la banda cittadina.
Nel 2017 la Cappella ha stipulato col Conservatorio Rossini di Pesaro una convenzione per tenere corsi propedeutici e preaccademici per bambini ed adulti per l'ammissione al Conservatorio.

### Tipografia Albana
Grazie al mecenatismo del cardinale Annibale Albani, la Cappella poté istituire una propria tipografia (1725) nei locali a pianterreno del palazzo Comunale verso l'odierna via Valerio. La tipografia conobbe tra il 1726 ed il '40, un periodo molto proficuo per la qualità delle edizioni pubblicate, grazie al sostegno di Casa Albani, tanto da divenire nota con la denominazione di Tipografia Albana. La stamperia fu onorata da numerosi privilegi, come il monopolio sulla produzione e sul commercio dei libri nella Legazione urbinate, inoltre fu esentata dalle pesanti tasse sulla carta grazie ai diritti ed ai privilegi sulla cartiera fermignanese. Questo periodo d'oro della tipografia fu gestito direttamente da due importanti tipografi, Antonio Fantauzzi prima e Girolamo Mainardi poi. Purtroppo però la marginalità in cui era scivolata la città di Urbino nell'ambito dello Stato Pontificio, rese difficile la produzione e la vendita degli eleganti e costosi volumi liturgici; ragion per cui l'Albani ritirò il proprio sostegno, costringendo così la tipografia ad un drastico ridimensionamento al solo ambito cittadino, fino alla sua vendita da parte della Cappella, nella prima metà del XIX secolo, e poi alla sua chiusura definitiva nel 1915. Grazie però all'attività svolta durante il mecenatismo dell'Albani, l'archivio della Cappella possiede ad oggi una cospicua collezione di lastre di rami incisi per illustrare e decorare i testi, doni in gran parte del cardinal Annibale.